# 다나카 요시키
다나카 요시키(일본어: 田中 芳樹, たなか よしき, 1952년 10월 22일 ~ )는 일본의 작가이다.
본명은 田中 美樹(다나카 요시키, 발음은 같음)이며, 일본 SF 작가 클럽 소속이다. 구마모토현 혼도 시(현 아마쿠사시) 출신으로 가쿠슈인 대학을 졸업했다.

## 수상 경력
- 1972년 '한천정의 살인(寒泉亭の殺人)'으로 가쿠슈인 대학 보인회 잡지 198호의 제4회 보인회 잡지상 입선.
- 1977년 '푸른 초원에…(緑の草原に…)'로 잡지 '유령성'의 제3회 유령성 신인상 소설 부문 수상.
- 1988년 '은하 영웅 전설(銀河英雄伝説)'로 성운상 일본 장편 부문 수상.
- 2006년 '라인의 포로(ラインの捕囚)'로 제22회 우쓰노미야 어린이상(도치기현 우쓰노미야시 시립 도서관이 주최하는 문학상) 수상.

## 작품 목록

### 시리즈
- 은하 영웅 전설 (본편 : 1981년 ~ 1987년, 외전 : 1984년 ~ )
- 아루스란 전기 (1부 : 1986년 ~ 1990년, 2부 : 1991년 ~ )
- 창룡전 (1987년 ~ )
- 마부아루 연대기 (1988년 ~ 1989년)
- 여름의 마법 시리즈
  - 여름의 마법 (1988년)
  - 창가에는 밤의 노래 (1990년)
  - 하얀 미로 (1993년)
  - 봄의 마술 (2002년)
- 타이타니아 (1988년 ~ )
- 작열의 용기병 (red hot dragon, 1988년 ~ )
- 자전 지구본 세계 (1990년 ~ ) 1~2권 저술, 3권은 이치쇼리키(一条理希)와 공동 저술
- 클랜(KLAN) (1995년) 1권만 저술, 2권 이후는 원안자로 참여
- 야쿠시지 료코의 기괴 사건부
  - 마천루 (1996년)
  - 도쿄 나이트메어 (1998년)
  - 건드리지 않은 여신에 재앙 없다[1] (1999년) - 단편
  - 뱀골 요부(妖都) 변(変) (2000년)
  - 클레오파트라의 장송 (2001년)
  - 검은 거미 섬 (black spider island, 2003년)
  - 저주받은 다이아몬드 (2004년) - 단편
  - 야광곡(夜光曲)[2] (2005년)
  - 안개의 방문자 (2006년)
  - 수요일(水妖日[3])에 조심 (2007년)
- 빅토리아 아침 기괴한 모험담 3부작 (2007년 ~ )
- 월식도(月蝕島)의 마물 (2007년)

### 단행본
- 1981년 : 백야(白夜)의 조종(弔鐘)
- 1984년 : 전장의 야상곡
- 1987년 : 서풍의 전기(戰記), 유성 항로
- 1988년 : 환몽 도시
- 1989년 : 웨딩 드레스에 붉은 장미, 맑은 하늘에서 갑자기…
- 1990년 : 일곱 도시 이야기, 아프펠란트 이야기
- 1991년 : 바람이여, 만리를 날아라
- 1992년 : 장강낙일부(長江落日賦)[4]
- 1993년 : 붉은 먼지
- 1994년 : 칼바치아 기상곡(綺想曲)[5]
- 1995년 : 밤에 여행을 떠나, 코우케치성(城) 기담(綺譚)[6]
- 1997년 : 해소(海嘯)[7]
- 1998년 : 분류(奔流)[8], 불꽃의 기억, 푸른 초원에…, 블루 스카이 드림(blue sky dream)
- 2000년 : 흑룡담이문(黒竜潭異聞)[9]
- 2001년 : 발트해의 보복
- 2004년 : 천축열풍록[10]
- 2005년 : 라인의 포로, 킹콩[11]

### 단편
- 1995년

필부(匹夫)의 용기
풍초장군(風梢将軍)
기표여협(騎豹女侠)
- 1997년

주무상 시리즈
- 주무상(走無常)（1997년）
- 녹모귀(緑毛鬼) - 주무상2（1999년）
- 역귀주(役鬼咒) - 주무상3（2005년）

- 1998년

아라임(阿羅壬)의 거울
쇼가(蕭家)의 형제
- 1999년

휘음전(徽音殿)의 우물
흑룡담이문(黒竜潭異聞)
- 2000년 : 거울
- 2005년 : 백은기사단(실버 나이츠, silver knights)

### 번역
- 수당연의(隋唐演義, 1995년 ~ 1996년) - 원작 : 저인확(褚人穫)의 『수당연의』
- 운명, 두명의 황제(1999년) - 원작：고다 로한(幸田露伴)의『운명』
- 악비전(岳飛伝, 2001년)

### 소론 및 대담
- 1994년 : 장강유정(長江有情) - 이노우에 유미코 등 공저
- 1995년 : 중국 제왕도(中国帝王図) - 스메라기 나츠키, 이노우에 유미코 등 공저
- 1996년

담론 중국 명장의 조건 - 친 슌신 등과 대담
중국 무장 열전
- 1997년 : 영국병(病) 권장 - 츠키야 마모루와 대담
- 1998년 : 차이나 일루전(China illusion)
- 2000년 : 중부 유럽 기괴 기행 - 아카기 다케시와 대담
- 2002년 : 책의 숲에서 비틀거리고 ……

### 주해
- 2002년 : 열세자매(十三妹) - 다케다 다이준(武田泰淳) 저

### 학술논문
- 1985년 : "공상없는 소설"의 세계 - 고다 로한(幸田露伴) "운명" 연구, 《가쿠슈인대학 국어국문학회지》28호